# Raymond Salles
Raymond Julien Salles, francoski veslač, * 18. julij 1920, Pariz, † 15. junij 1996. 
Salles je za Francijo nastopil na Poletnih olimpijskih igrah 1952, kjer je veslal v dvojcu s krmarjem in z njim osvojil zlato medaljo.